# Val-de-Meuse
Val-de-Meuse é uma comuna francesa na região administrativa do Grande Leste, no departamento do Alto Marna. Estende-se por uma área de 92.56 km², e possui 1.846 habitantes, segundo o censo de 2018, com uma densidade de 20 hab/km².